# David J. Baker
David Jewett Baker, född 7 september 1792 i East Haddam, Connecticut, död 6 augusti 1869 i Alton, Illinois, var en amerikansk jurist och politiker (demokrat). Han representerade delstaten Illinois i USA:s senat från november till december 1830.
Baker utexaminerades 1816 från Hamilton College, studerade sedan juridik och inledde 1819 sin karriär som advokat i Randolph County, Illinois. Han tjänstgjorde som arvsdomare (probate judge) i Randolph County 1827–1830.
Senator John McLean avled i ämbetet den 14 oktober 1830 och Baker blev utnämnd till senaten. Han tillträdde som senator den 12 november men kandiderade inte för att få sitta kvar till slutet av McLeans mandatperiod och efterträddes redan i december samma år av John McCracken Robinson. Baker tjänstgjorde som federal åklagare 1833–1841. Han avled 1869 och gravsattes på Alton Cemetery i Alton, Illinois.